# Гельмут Кінаст
Гельмут Кінаст (нім. Helmuth Kienast; 14 лютого 1892, Кенігсберг — 18 серпня 1987, Пфорцгайм) — німецький військово-морський діяч, контрадмірал крігсмаріне (1 січня 1941).

## Біографія
1 квітня 1909 року вступив на флот кадетом. Пройшов підготовку у військово-морському училищі в Мюрвіку (1911) і на важкому крейсері «Ганза». Учасник Першої світової війни, служив на лінійному кораблі «Вестфалія» (1913-16), на допоміжному крейсері «Вольф» (1916-18). У липні-вересні 1919 року — член Добровольчого єгерського корпусу генерала Меркера. Після демобілізації армії залишений на флоті, служив в частинах берегової охорони. З 1 жовтня 1923 року — артилерійський офіцер на крейсері «Аркона», з 1 грудня 1923 року — «Амазон». З 29 вересня 1925 року — інспектор морського артилерійського училища, з 29 вересня 1928 року — 2-й артилерійський офіцер на лінійному кораблі «Ельзас». 25 вересня 1926 року переведений у відділ бойової підготовки Морського керівництва, а 7 жовтня 1932 року — в штаб командувача лінійними кораблями, з 20 лютого 1933 року — 1-й офіцер Адмірал-штабу. 23 вересня 1935 року очолив штаб інспекції морської артилерії.
З 6 жовтня 1937 року — комендант Везермюнде, одночасно в 1937-39 роках — командир 2-го корабельного кадрованого полку. З 14 травня 1940 року — командир 21-го морського артилерійського полку і комендант укріпрайону «Нідерланди». З 18 червня 1940 по 1 липня 1942 року — командувач ВМС в Нідерландах. З 30 вересня 1942 року — інспектор військових поповнень в Бремені. 6 грудня 1944 року переведений в розпорядження начальника Командування ВМС на Північному морі, з 10 лютого 1945 року — суддя Призового суду в Гамбурзі. 2 травня 1945 року вийшов у відставку.

## Нагороди
- Залізний хрест 2-го і 1-го класу
- Орден Фрідріха (Вюртемберг), лицарський хрест 2-го класу з мечами
- Ганзейський Хрест
  - Гамбург
  - Любек (14 березня 1918)
- Колоніальний знак
- Почесний хрест ветерана війни з мечами
- Медаль «За вислугу років у Вермахті» 4-го, 3-го, 2-го і 1-го класу (25 років; 2 жовтня 1936) — отримав 4 нагороди одночасно.
- Застібка до Залізного хреста 2-го і 1-го класу
- Нагрудний знак морської артилерії